# Master Keaton
Master Keaton (japonês: MASTERキートン, Hepburn: Masutā Kīton) é uma série de mangás japonêsa criada por Hokusei Katsushika, Naoki Urasawa e Takashi Nagasaki. Pela Big Comic Original entre 1988 e 1994, com os 144 capítulos em 18 volumes publicado pela Shogakukan.
Uma adaptação de anime foi criada pela Madhouse, com 24 episódios transmitidos entre 1998 e 1999 no Japão na Nippon Television. Mais 15 episódios foram criados e lançados como animações de vídeo originais, aumentando o total para 39 episódios. Naoki Urasawa e Takashi Nagasaki criaram uma sequência da série, intitulada Master Keaton Remaster ( MASTER キ ー ト ン Re マ ス タ ー). 20 anos após o fim da série original, publicado na Big Comic Original de 2012 a 2014 com um único volume.

## História
A história gira em torno de Taichi Hiraga-Keaton (平 賀 = キ ー ト ン · 太 一 Hiraga-Kīton Taichi), filho do zoólogo japonês Taihei Hiraga (平 賀太平 Hiraga Tahei) e da bem conhecida inglesa Patricia Keaton. Os pais de Keaton se separaram quando ele tinha cinco anos e o jovem Taichi voltou para a Inglaterra com sua mãe. Quando adulto, ele estudou arqueologia na Universidade de Oxford, em parte sob a tutela do professor Yuri Scott.
Em Oxford, Keaton conheceu e depois se casou com uma estudante de matemática no Somerville College. O casal mais tarde se divorciou, com Keaton deixando sua filha de cinco anos Yuriko (百合 子) no cuidado de sua mãe. Depois de deixar Oxford, Keaton se juntou ao Exército Britânico e tornou-se membro do SAS, ocupando o posto de instrutor de sobrevivência, participando na Guerra das Malvinas e como um dos membros da equipe que responderam ao incidente da Embaixada Iraniana. Seu treinamento de combate o serviu para ser investigador de seguros para a prestigiada Lloyd's de Londres, onde ele é conhecido por suas habilidades e seus métodos de pesquisa pouco ortodoxos.
Além de seu trabalho para Lloyd's, Keaton e seu amigo Daniel O'Connell operam sua própria agência de pesquisa de seguros com sede em Londres. Embora Keaton seja extremamente bem-sucedido como investigador de seguros, seu sonho é continuar sua pesquisa arqueológica sobre as possíveis origens de uma antiga civilização européia na bacia do Rio Danúbio.

## Mangá
Uma edição kanzenban do mangá, incluindo páginas coloridas, foi publicada em 12 volumes entre 30 de agosto de 2011 e 29 de junho de 2012. Durante a versão inicial da revista e lançamento tankōbon, Hokusei Katsushika foi creditado como seu escritor e Naoki Urasawa como ilustrador. Mais tarde se reedita o co-crédito com Katsushika e Takashi Nagasaki como escritores.
Naoki Urasawa e Takashi Nagasaki criaram uma sequência da série, intitulada Master Keaton Remaster. Começando na edição de março de 2012 da Big Comic Original, terminou em 2014 e foi publicada em um único volume em 28 de novembro de 2014. Uma edição de luxo, incluindo as páginas coloridas da revista, foi lançada no mesmo dia.

## Controvérsia sobre o criador
Hokusei Katsushika é um pseudônimo do escritor japonês Hajime Kimura, que também foi co-escritor de Golgo 13. Originalmente, Kimura criou a história da série, enquanto Urasawa fez a ilustração. No entanto, depois que Kimura morreu de câncer em dezembro de 2004, Urasawa afirmou em uma entrevista com a revista semanal Shuukan Bunshun em maio de 2005 que Kimura parou de trabalhar como escritor da história devido a um conflito pessoal com Urasawa em um ponto, e que ele sozinho criou o resto da história e da arte. Por isso, Urasawa exigiu que o nome de Katsushika fosse menor do que Urasawa na capa do mangá. O escritor da história de Manga, Kariya Tetsu, que era um amigo íntimo de Kimura e uma figura influente em Shogakukan, opuseram-se a esta ação com veemência, o que resultou na descontinuação da nova publicação do mangá a partir de julho de 2005.[carece de fontes?]

## Recepção
O lançamento de Master Keaton na Viz Media foi nomeado para a categoria "Melhor edição dos EUA da Material-Ásia internacional" dois anos seguidos nos Prêmios Eisner 2015 e 2016. A série também foi incluída na lista da Young Adult Library Services Association's 2016, list of Great Graphic Novels for Teens.